# Шумський Микола Олександрович
Шумський Микола Олександрович (нар. 26 березня 1960, с. Гречана, Хмельницька область, Україна) — український диригент, баяніст, педагог, громадський діяч. Заслужений артист України (1996), доцент (1997), народний артист України (2016), професор (2018), завідувач катедри інструментально-виконавської підготовки Ніжинського державного університету імені Миколи Гоголя, професор кафедри оркестрового диригування та інструментознавства Національної музичної академії України імені П. І. Чайковського. 
Член Національної Всеукраїнської музичної спілки (1993), Відмінник освіти України (1995). Нагороджений почесною відзнакою НМАУ ім. П. І. Чайковського — «Орден за видатні досягнення у музичному мистецтві» (2008).

## Біографія
Микола Олександрович Шумський народився 26 березня 1960 року у селі Гречана на Хмельниччині. У 1980 році закінчив Хмельницьке музичне училище по класу баяна у Г. І. Чеського.
У 1985 році закінчив Київську державну консерваторію ім. П. І. Чайковського (клас баяна, у народного артиста України, професора В. В. Бесфамільного; клас диригування в народного артиста України, професора А. Г. Власенка).
У 1993 році закнчив Асистентуру-стажування при кафедрі народних інструментів у Київській державній консерваторії ім. П. І. Чайковського: по класу баяна у народного артиста України, професора В. В. Бесфамільного та за класом ансамблю в народного артиста України, професора М. І. Різоля.

## Концертна діяльність

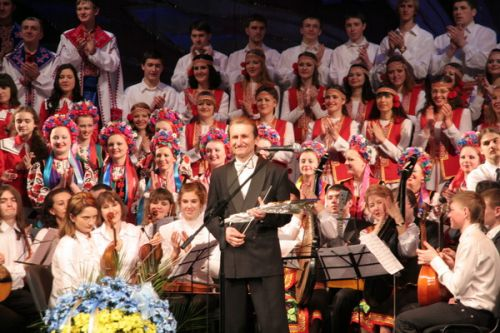
народний артист України Микола Шумський на чолі зведеного хору і оркестру міста Ніжина

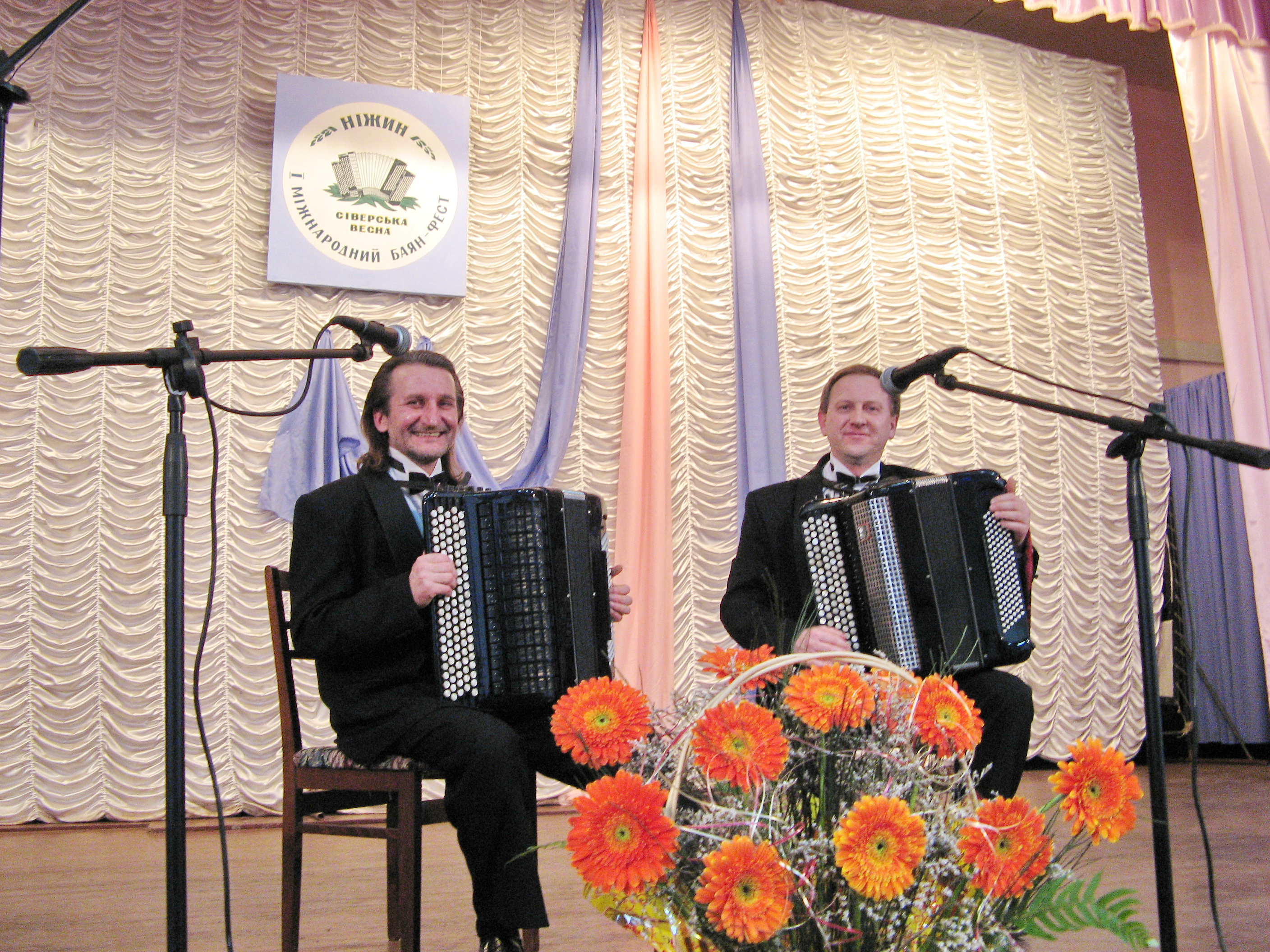
«Ніжинський дует баяністів» у складі Миколи Шумського і Володимира Дорохіна

З 1996 по 2011 роки займався концертною діяльністю у складі «Ніжинського дуету баяністів» спільно з Володимиром Дорохіним. У складі дуету гастролював в Україні та за кордоном: Польща (1998), Австрія (2000), Німеччина (1994, 2001), Білорусь (1989, 1990), Киргизстан (1992, 2002), Башкортостан (2003), Росія (2003, 2005). Брав участь у багатьох престижних урядових культурно-мистецьких акціях та Всеукраїнських і Міжнародних музичних фестивалях, конкурсах. Серед творчих перемог у складі дуету: Перша премія та звання лавреата Міжнародного конкурсу баянних ансамблів (м. Бішкек, 1992), Перша премія та звання лавреата Міжнародного конкурсу дуетів баяністів і акордеоністів (м. Москва, 2005), Друга премія та звання лавреата V Міжнародного конкурсу "«Грай, баян» (м. Ржев, 2005), «Гран-Прі» на I Міжнародному конкурсі баяністів та акордеоністів «Акорди Львова» (м. Львів, 2006), звання лавреата Міжнародного фестивалю слов'янської музики (м. Харків, 2006), разом із Молодіжний хор «Світич» став лавреатом Першої премії Міжнародного хорового конкурсу (м. Верніґероде, Німеччина, 2001).

## Педагогічно-виконавська діяльність
З 2002 року очолює катедру інструментально-виконавської підготовки факультету культури і мистецтв НДУ ім. М. Гоголя, є засновником трьох спеціалізацій: «Музика та оркестрова робота», «Музика та режисура музично — виховних заходів», «Музика та естрадно — виконавська діяльність у закладах освіти».
Розробник та автор програм навчальних дисциплін, які викладає на факультеті: «Історія оркестрового мистецтва», «Інструментознавство», «Аранжування», «Музичні комп'ютерні технології», «Методика застосування комп'ютерно-інформаційних технологій».

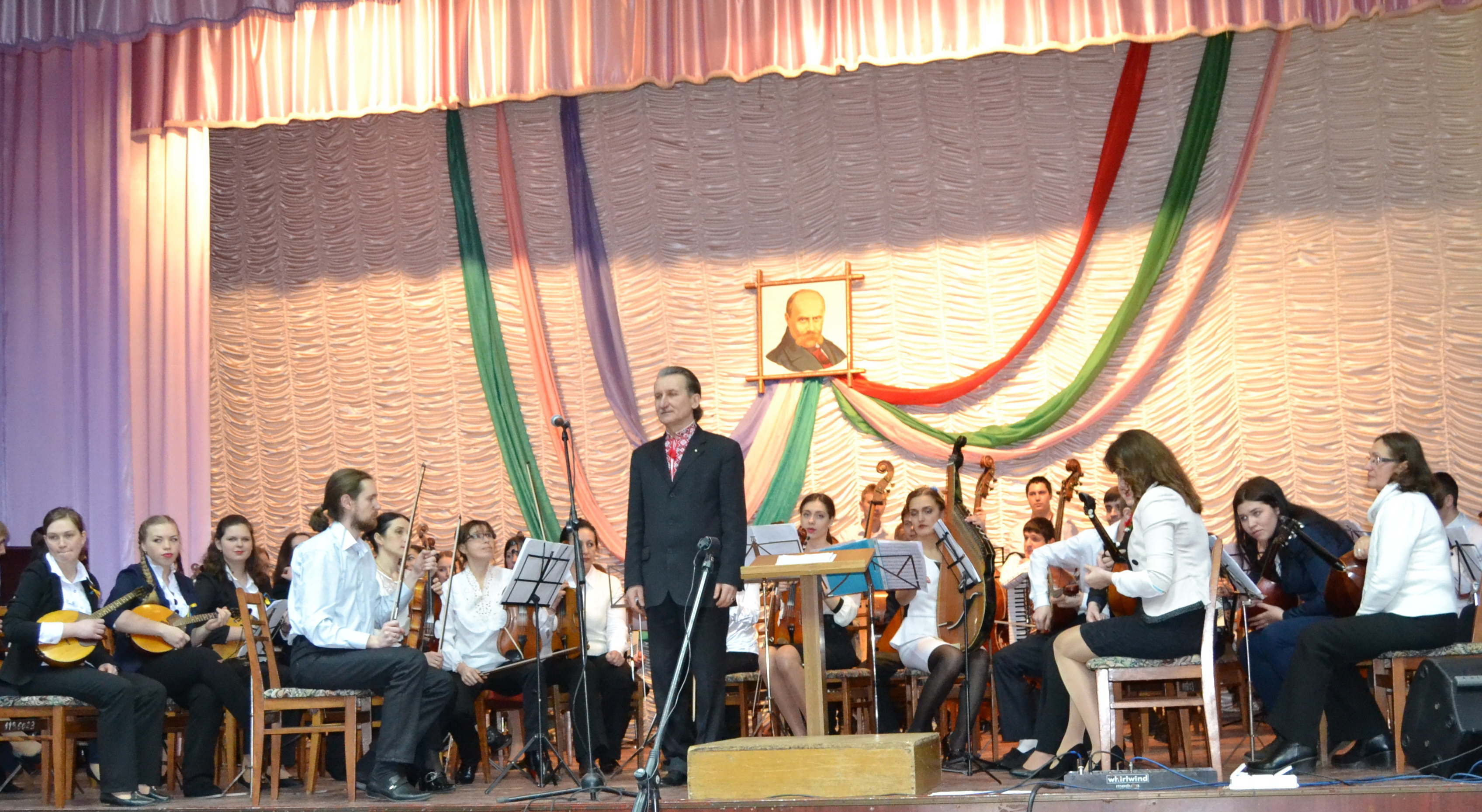
народний артист України М. Шумський із Зведеним оркестром народних інструментів НДУ ім. М. Гоголя та НККіМ ім. М. Заньковецької

М. О. Шумський є художнім керівником Оркестру народних інструментів НДУ імені Миколи Гоголя.. На чолі оркестру здійснює масштабну концертно-просвітницьку діяльність, здобув звання Лавреата ІІІ Всеукраїнського конкурсу ім. Б. Лятошинського, бере участь у міських та регіональних культурних акціях, серед яких Всеукраїнський юніорський конкурс музично-виконавської майстерності імені академіка Олега Тимошенка, щорічний мистецький проект «НІЖИН-МУЗ-ФЕСТ», звітні концерти Коледжу культури і мистецтв імені Марії Заньковецької, майстер-класи у межах Всеукраїнських науково-практичних конференцій. 
Зведений оркестр народних інструментів Ніжинського державного університету імені Миколи Гоголя та Ніжинського коледжу культури і мистецтв імені Марії Заньковецької під орудою народного артиста України, професора Микола Шумського здобув три перемоги протягом 2020 року: «Гран-прі» на Міжнародному фестивалі-конкурсі мистецтв «GOLDEN LION» у Львові, диплом Лауреата І ступеня на V Міжнародному конкурсі мистецтв «СА ART WORLD» в Туреччині» та диплом Лауреата І ступеня на VII Міжнародному полікультурному фестивалі-конкурсі «Переяславський дивограй». 

## Наукова та композиторська діяльність
М. О. Шумський є автором понад 20 наукових статей і 11 навчальних посібників та підручників, у тому числі з грифом МОН. Найбільш відомі праці: «Хрестоматія з оркестрового класу. Частина I», «Хрестоматія з оркестрового класу. Частина ІІ», «Основи оркестрової підготовки (початковий етап). Частина I» «Основи оркестрової підготовки (початковий етап). Частина ІІ». 
У співавторстві з Людмилою Юріївною Шумською та Людмилою Василівною Костенко випустив навчальні посібники «Хоровий клас» (2012 р.) та «Диригентсько-хорова підготовка» (2020 р.); видав авторські збірки: «Хорові твори», «Твори для фортепіано», «Педагогічний репертуар бандуриста».
Є автором понад 400 перекладень для оркестру народних інструментів, серед яких музичні твори І. Альбеніса, Т. Альбіноні, А. Аренського, Л. В. Бетховена, Ж. Бізе — Р. Щедріна, Й. Брамса, Дж. Верді, Е. Гріга, С. Гулака-Артемовського, Ш. Гуно, А. Дворжака, К. Дебюссі, К. Дембські, М. Лисенка, Б. Лятошинського, П. Ніщинського, М. Огинського, С. Прокоф'єва, А. П'яццолли, А. Родріго, Дж. Россіні, П. Чайковського, Д. Шостаковича та ін.
1. Кавунник О. А. Микола Шумський – музикант, педагог, композитор / О. А. Кавунник О. А. Поляки Ніжина: Культура. Освіта. Наука. : Зб. ст. і матер. / Упорядн. Ф. Ф. Бєлінська. – Ніжин. – 2010. – С. 73-75,
2. Кавунник О. А. Музиканти Ніжина: музично-краєзнавчий довідник / О. А. Кавунник. – Ніжин : Міланік, 2008. с, 85-86,